# Andrew Higginson
Andrew Higginson (* 13. Dezember 1977 in Cheshire) ist ein englischer Snookerspieler aus Widnes, der seit 1996 mit einigen Unterbrechungen auf der World Snooker Tour spielt. In dieser Zeit gewann er neben zwei Qualifikationsevents ein PTC-Event und erreichte das Endspiel der Welsh Open 2007 und des Masters Qualifying Event 2009 sowie Rang 18 der Snookerweltrangliste.

## Karriere
Higginson erlernte das Snookerspiel als Zehnjähriger von seinem Vater und trainierte danach stets in einem lokalen Club in Widnes, bis dieser im Sommer 2000 niederbrannte. Als Juniorenspieler konnte er auf regionaler Ebene einige Erfolge erzielen. So wurde er Juniorenmeister und Erwachsenenmeister von North West England und gewann die Juniorenmeisterschaft von Merseyside. 1998 gewann er auch das traditionsreiche Amateurturnier Merseyside Open. Higginson spielte bereits zwischen 1996 und 1999 auf der Profitour, nahm aber nur an wenigen Profievents sowie an vereinzelten Turnieren der zweitklassigen UK Tour teil. Dabei kam er auf der Weltrangliste nie über Platz 168 hinaus. Die Saison 1999/2000 verbrachte Higginson dann vollständig auf der zweitklassigen UK Tour und konnte dort ein Event gewinnen. Das reichte aus, um anschließend wieder auf der erstklassigen Profitour spielen zu können. Auf dieser konnte Higginson in den folgenden Jahren recht passable Ergebnisse vorweisen. Auf der Weltrangliste war er folglich stets in den Top 100 platziert, Rang 71 Mitte 2004 reichte aber nicht mehr für eine sportliche Qualifikation für die nächste Saison aus, wodurch Higginson erneut von der Profitour flog. Anschließend versuchte er zunächst auf der Challenge Tour sein Glück, doch trotz guter Ergebnisse brachte ihn das nicht weiter. 2005/06 nahm er dann an der Pontin’s International Open Series teil, wo er mit mehreren sehr guten Ergebnissen und einem Turniersieg ebenfalls gut abschnitt. Platz zwei auf der Abschlussrangliste reichte für eine Wiederqualifikation für die Profitour aus.
Seine Rückkehr auf die Profitour verlief für Higginson erfolgreich, denn er konnte recht schnell recht gute Ergebnisse erzielen und regelmäßig eine Runde der letzten 32 erreichen. Höhepunkt der ersten drei Jahre waren die Welsh Open 2007, bei denen er nicht nur ein Maximum Break spielte, sondern auch das Endspiel erreichte, auch wenn er dieses mit 8:9 knapp gegen Neil Robertson verlor. Auf der Weltrangliste wurde er zeitweise bereits auf Rang 38 geführt und belegte Mitte 2009 schließlich Rang 43. Zur selben Zeit hatte Higginson auch fernab der Profitour Erfolg, als er das Viertelfinale der English Open Championship 2009 und das Achtelfinale des Paul Hunter Classic 2009 erreichte. Während der nächsten drei Jahre konnte Higginson seine Erfolgsserie fortführen und erreichte regelmäßig sogar ein Achtelfinale. Die meisten Erfolge konnte er bei Events der Players Tour Championship erzielen, wo er neben mehreren Halbfinalteilnahmen den Gewinn eines Events im Jahr 2011 sowie eine Halbfinalteilnahme bei den Grand Finals 2012 vorweisen konnte. Diese Erfolge führten Higginson auf Platz 18 der Weltrangliste, der besten Platzierung seiner Karriere.
Die nächsten Saisons bedeuteten für Higginson eine sukzessive Formverschlechterung, die dazu führte, dass er abgesehen von einigen Ausnahmen häufig früh ausschied. So kam es, dass er Mitte 2016 nur noch auf Platz 56 geführt wurde. Auf diesem Niveau konnte sich Higginson in den folgenden Jahren etablieren, was sich in seinen Ergebnissen widerspiegelte, aber auch in seiner Weltranglistenposition. Erst am Ende der Saison 2021/22 kam Higginson in eine kritische Phase. Zwar war die Saison mit den vorherigen Spielzeiten verglichen für Higginson auf einem ähnlichen Niveau verlaufen, doch am Saisonende musste er trotzdem zittern: Zwei Jahre zuvor hatte er die finale Qualifikationsrunde der Snookerweltmeisterschaft 2020 erreicht, ein Ergebnis, das ihm auf der Weltrangliste viel Luft zum Atmen eingebracht hatte. Zwei Jahre später verfielen diese Punkte aber nun turnusgemäß. Da Higginson bei der Snookerweltmeisterschaft 2022 früh ausschied, rutschte er auf der Weltrangliste von Platz 59 auf Platz 71 ab. Dies bedeutete, dass er sich nicht direkt für die nächste Saison qualifizierte. Auch über die Ein-Jahres-Weltrangliste verpasste er die Qualifikation, ebenso über die Q School 2022. Dadurch verlor er im Sommer 2022 seinen Profistatus wieder und war zum ersten Mal seit 2006 wieder Amateur. Neben Michael Holt und Kurt Maflin gehörte Higginson zu den in der Vergangenheit besten Spielern, die damals ihren Profistatus verloren.
2023 konnte er sich ein weiteres Mal über die Q School für die Profitour qualifizieren, in zwei Jahren sammelte er aber nicht genug Punkte und schied 2025 ein weiteres Mal aus.

## Erfolge
| Ausgang         | Jahr | Turnier                                              | Finalgegner     | Ergebnis |
| --------------- | ---- | ---------------------------------------------------- | --------------- | -------- |
| Amateurturniere |      |                                                      |                 |          |
| Sieger          | 2000 | UK Tour 1999/2000 – Event 2                          | Scott MacKenzie | 6:3      |
| Sieger          | 2006 | Pontin’s International Open Series 2005/06 – Event 8 | Jamie O’Neill   | 6:3      |
| Zweiter         | 2022 | WPBSA Q Tour 2022/23 – Event 4                       | Billy Castle    | 4:5      |
| Profiturniere   |      |                                                      |                 |          |
| Zweiter         | 2007 | Welsh Open                                           | Neil Robertson  | 8:9      |
| Sieger          | 2011 | Players Tour Championship 2011/12 – Event 5          | John Higgins    | 4:1      |